# Hylaeus globuliferus
Hylaeus globuliferus är en biart som först beskrevs av Cockerell 1929.  Hylaeus globuliferus ingår i släktet citronbin, och familjen korttungebin. Inga underarter finns listade i Catalogue of Life.

## Bildgalleri

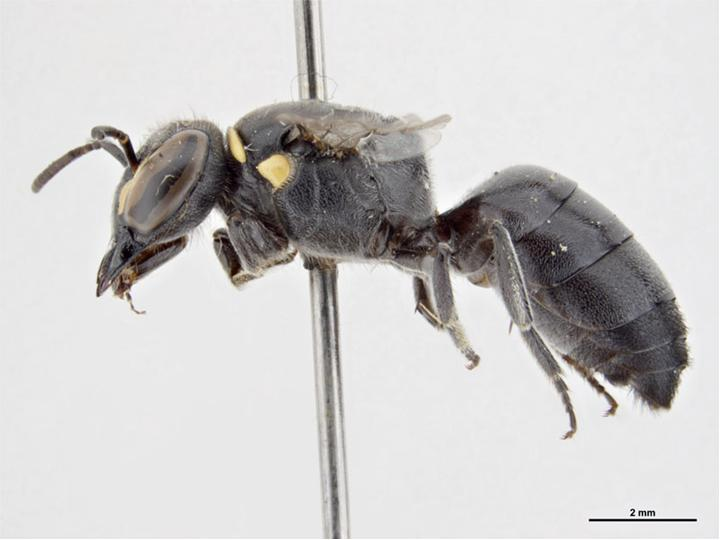
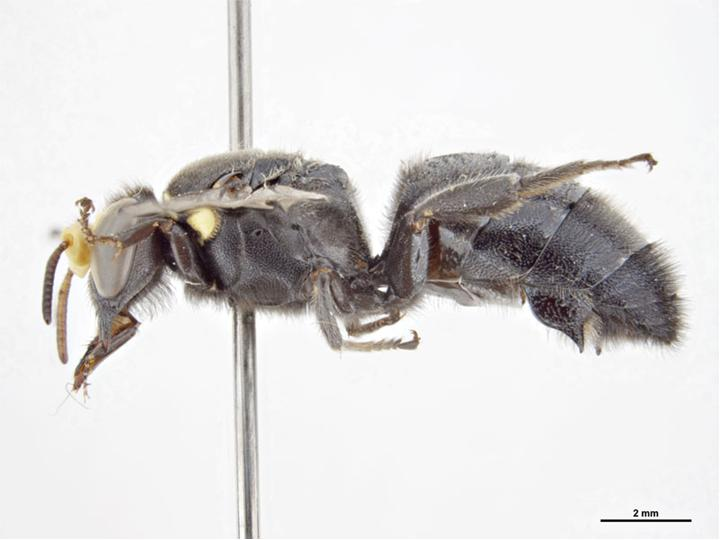